# Risto Hurme
Risto Hurme (n. 16 mai 1950, Åbo, Finlanda) este un scrimer ce a reprezentat Finlanda, medaliat olimpic. A participat la 2 ediții ale Jocurilor Olimpice (1972, 1976) în care a câștigat o medalie de bronz.